# Niskie Wielkie
Niskie Wielkie (prononciation : [ˈniskʲɛ ˈvjɛlkʲɛ]) est un village polonais de la gmina de Chorzele dans le powiat de Przasnysz de la voïvodie de Mazovie dans le centre-est de la Pologne.
Il se situe à environ 4 kilomètres au nord-ouest de Chorzele (siège de la gmina), 28 kilomètres au nord de Przasnysz (siège du powiat) et à 117 kilomètres au nord de Varsovie (capitale de la Pologne).

## Histoire
De 1975 à 1998, le village appartenait administrativement à la voïvodie d'Ostrołęka.